# خورشيد باشا
خورشيد أحمد پاشا (توفي في 30 نوفمبر 1822م لاريسا) حاكم وقائد عسكري وصدر أعظم في الدولة العثمانية في القرن التاسع عشر، من أصل جورجي قوقازي .

## النشأة
ولد خورشيد باشا في القوقاز وكان والده راهبًا مسيحيًا، فاعتنق الإسلام والتحق في شبابه بجنود الإنكشارية وارتقى سريعاً بفضل أعماله ونال تقدير السلطان محمود الثاني وشغل مناصب عُليا مختلفة في الدولة العثمانية.

## مصر
بعد خروج الحملة الفرنسية من مصر عام 1801م، عُين خورشيد پاشا واليا على سنجق الإسكندرية، وعينه محمد علي پاشا الذي اكتسب نفوذاً كبيراً في مصر حاكماً لولاية مصر عام 1804م. لم يطمئن خورشيد أحمد پاشا لموقف محمد علي وسرعان ما تحرك لكسر نفوذه وأراد التخلص منه لأنه مصدر خطر لاكتسابه ثقه الشعب فطلب خورشيد باشا من السلطان العثماني استدعاء فرق الألبان الأرناؤوط من مصر الموالين لمحمد على پاشا، فرفض محمد علي تنفيذ ذلك بتأييد من العلماء والحرفيين، فطلب خورشيد باشا من محمد علي التوجه إلى الصعيد لإبعاده عن القاهرة، كما طلب من السلطان العثماني إرسال فرق عسكرية لدعم سلطة الحُكم، فأرسل له السلطان فرقاً من الفرسان الخفيفة من الشام (سوريا العثمانية) عُرفت بالدولاه (المجانين) المدفوعة الأجر ولكن استطاع محمد على استمالتهم إلى صفه أيضا.
غضب الشعب وزعماؤه وتوجهوا مع عمر مكرم إلى محمد علي لتوليته حكم مصر بشروطهم وغادر خورشيد باشا مصر عام 1805م متوجهاً إلى القصيص.
وفي كتاب عجائب الآثار في التراجم والأخبار لمؤرخ ذلك العصر عبد الرحمن الجبرتي أنه في أول صفر 1220 هـ حضر سكان مصر القديمة نساء ورجالا إلى الجامع الأزهر يشكون ويستغيثون من الدلاتية، الذين أخرجوهم من مساكنهم وأوطانهم قهرًا، ولم يتركوهم يأخذون ثيابهم ومتاعهم بل ومنعوا النساء أيضا، ولم يستطيعوا التخلص منهم إلا بتسلق الجدران.
ركب المشايخ وصعدوا إلى القلعة حيث مقر خورشيد باشا وشرحوا له الحالة المتردية التي تعيشها البلاد والعباد فكتب فرمانًا للدلاتية بالخروج من الدور وتركها إلى أصحابها فلم يمتثلوا.
وخاطب المشايخ الوالي العثماني أحمد باشا خورشيد مرة أخرى وأخبروه بعصيان الدالاتية فقال أنهم سيسافرون بعد ثلاثة أيام، لكن المشاكل ازدادت ولم تتوقف أعمال السلب والنهب، فاجتمع المشايخ يوم الخميس بالأزهر وتركوا قراءة الدروس وخرج الأولاد الصغار يصرخون بالأسواق ويأمرون الناس بغلق الحوانيت وحصل بالبلدة ضجة ووصل الخبر إلى الباشا، فأرسل مبعوثا إلى الأزهر لكن المشايخ كانوا قد انتقلوا إلى بيتهم لأغراض نفسانية وفشل مستمر فيهم، فذهب إلى بيت الشيخ الشرقاوي وحضر السيد عمر أفندي مكرم وغيره فكلموه ثم انصرف وعند خروجه رجمه الأولاد بالحجارة وسبوه وشتموه.
وفي الأحد الثاني عشر من صفر ركب المشايخ إلى بيت القاضي واجتمع به الكثير من المتعممين والعامة والأطفال حتي امتلأ الحوش والمقعد بالناس وصرخوا قائلين شرع الله بيننا وبين هذا الباشا الظالم وهتف الأولاد يا لطيف ومنهم من يقول يا رب يا متجلي أهلك العثملي ومنهم من يقول حسبنا الله ونعم الوكيل وغير ذلك.
وطلبوا من القاضي أن يرسل بإحضار المتكلمين في الدولة لمجلس الشرع، فحضر الجميع واتفقوا علي كتابة عرضحال بالمطالب الشرعية ففعلوا ذلك وذكروا فيه تعدي طوائف العسكر علي الناس وإيذاءهم، وإخراجهم من مساكنهم،
«الفساد الأمني»، وقبض مال الميري المعجل «سرقة المال العام» ومصادرة الناس بالدعاوي الكاذبة«فساد القضاء» وغير ذلك.
وفي الاثنين الثالث عشر من صفر أرسل خورشيد باشا رسالة إلى القاضي يرفق فيها الجواب ويظهر الامتثال ويطلب حضوره في اليوم التالي مع العلماء للتشاور معهم،
فحمل الرسالة وذهب بها إلى السيد عمر مكرم لكنهم اتفقوا علي عدم التوجه إلى خورشيد باشا وغلب علي ظنهم أنها خديعة وفي عزمه شيء آخر لأنه حضر بعد ذلك من أخبرهم أنه أعد أشخاصًا لاغتيالهم في الطريق ونسبة هذه الجريمة لأوباش العسكر.

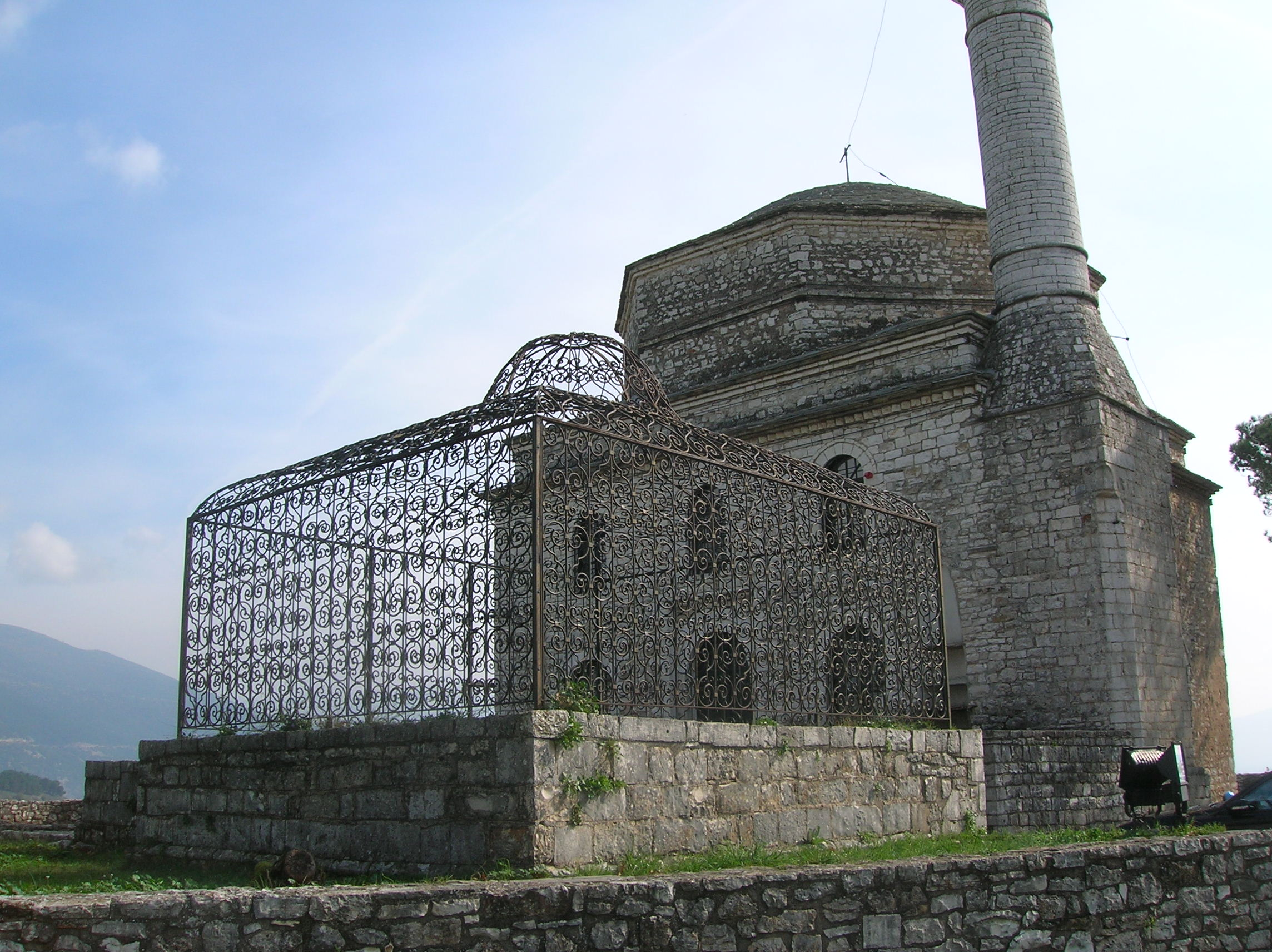
ضريح على باشا في يونينيا.

وفي يوم الثلاثاء الرابع عشر من صفر اجتمعوا ببيت القاضي ومعهم الكثير من العامة فمنعوهم من الدخول إلى بيت القاضي وقفلوا بابيه، ثم ركب الجميع وذهبوا إلى محمد علي باشا وقالوا له لا نريد خورشيد باشا حاكمًا علينا ولا بد من عزله من الولاية فقال ومن تريدونه يكون واليا قالوا لا نرضي إلا بك وتكون واليا علينا بشروطنا لما نتوسمه فيك من العدالة والخير فامتنع أولا ثم رضي، وأحضروا له كركًا وعليه قفطان وقام السيد عمر مكرم والشيخ الشرقاوي فألبساه له وأرسلوا إلى أحمد باشا خورشيد الخبر بذلك فقال إني مولي من طرف السلطان فلا أعزل بأمر الفلاحين ولا أنزل من القلعة إلا بأمر من السلطنة.
وعاشت مصر أياما متتالية من الفوضى والمواجهات، بين الشعب وخورشيد باشا حتي جاء الفرمان العثماني، بالاستجابة لمطالب الشعب بإسقاط خورشيد وتعيين قائد عساكره في مصر محمد علي واليا علي البلاد استجابة لرغبة الشعب.
وهكذا، وبدعم من العلماء المصريين ونقابات واتحادات التجار والحرفيين في مصر، أعلن محمد علي پاشا نفسه حاكمًا لمصر في القاهرة في مايو 1805م. كما قبلت إسطنبول الأمر الواقع المتمثل في محمد علي باشا وأرسلت مرسومًا إلى مصر لتعيينه حاكمًا عليها. ولم يغادر خورشيد أحمد باشا قلعة القاهرة إلا بعد أن رأى هذا المرسوم العثماني.

## قمع ثورات الصرب
في مارس 1809م، أُرسل خورشيد باشا إلى صربيا لقمع ثورة كاراجورجي بيتروفيتش. في 5 مارس 1812 ، حمل لقب الصدر الأعظم، واحتفظ به حتى 1 أبريل 1815. وعُين سر عسكر القوات العثمانية في صربيا، ونجح في قمع الثورة بعد استعادته بلغراد في أكتوبر 1813م. في تلك السنة عُين حاكم على البوسنة ومن خلال منصبه قام بحملة نجح من خلالها في قمع الانتفاضة الصربية الثانية بقيادة ميلوش أوبرينوفيتش.

## قمع ثورة علي باشا والثورة اليونانية
في نوفمبر 1820م أصبح حاكماً على بلاد المورة (اليونان)، وكان مقره تريبولي وسر عسكر التجريدة الثورة التي قادها علي باشا في يانينا.